# Amblycirrhitus unimacula
Amblycirrhitus unimacula är en fiskart som först beskrevs av Kamohara, 1957.  Amblycirrhitus unimacula ingår i släktet Amblycirrhitus och familjen Cirrhitidae. Inga underarter finns listade i Catalogue of Life.